# Grandval (Szwajcaria)
Grandval (hist. Granfelden) – gmina (niem. Einwohnergemeinde) w północno-zachodniej Szwajcarii, w kantonie Berno, w regionie administracyjnym Berner Jura, w okręgu Berner Jura. 31 grudnia 2020 roku liczyła 388 mieszkańców. 

## Demografia
Według danych z 2000 r. 85,6% mieszkańców gminy była francuskojęzyczna, 12% niemieckojęzyczna, a 0,8% włoskojęzyczna. Na dzień 31 grudnia 2020 obcokrajowcy stanowili 11,9% ogółu mieszkańców.

## Transport
Przez teren gminy przebiega droga główna nr 30.